# 店子後
店子後，原寫為店仔後，是臺灣高雄市小港區的一個傳統地域名稱，位於該區中部略偏北。相較於今日行政區，其範圍大致包括六苓里西南半部、順苓里東南半部、正苓里南端、二苓里不含西部、三苓里南部東側凸出部分及其鄰近地區、山明里西部北側凸出部分的西端及西部中央凸出部分的西端、店鎮里西大半部、鳳宮里東北部凸出部分及其向南延伸地區。
本地區境內主要聚落為店仔後、落堀，設有小港高中、中山國中、漢民國小、二苓國小。

## 歷史
台灣日治初期，店子後地區為一街庄，稱為「店仔後庄」（舊制街庄），隸屬於鳳山下里。該庄昔日西邊北段及北邊與二苓庄為鄰，東北邊及東邊北段與莿蔥腳庄為鄰，東邊南段與中廍庄為鄰，東南邊為二橋庄，西南邊及西邊中至北段為大人宮庄。
1901年（日治明治三十四年）11月11日，全台廢縣廳改設二十廳，該庄隸屬於鳳山廳。1904年（明治三十七年）5月3日，該庄編入「港仔墘區」，隸屬於鳳山廳。1909年（明治四十二年）10月25日，全台合併二十廳為十二廳，港仔墘區改隸屬於臺南廳。1920年（大正九年）10月1日，全台地方制度大改正，廢十二廳改設五州二廳，該庄改制並雅化為「店子後」大字，隸屬於高雄州鳳山郡小港庄（新制街庄）。
戰後小港庄改制為小港鄉，隸屬於高雄縣，大字亦改制為村。1950年（民國39年）10月1日，高、屏分治，小港鄉仍隸屬於高雄縣。1979年（民國68年）7月1日，省轄高雄市升格為院轄高雄市，同時將小港鄉併入成為小港區，村亦改制為里。2010年（民國99年）12月25日，高雄縣、市合併為新院轄高雄市。

## 聚落
本地區發展較早的聚落為店仔後、落堀、大橋頭（已消失），在日治初期的官方地圖上已有記載。

## 交通
高雄捷運紅線是高雄捷運系統的南北向路線，其南側端點（終點）小港站位於本地區西北部。由此可前往高雄捷運沿線各站。
省道台17線又稱「西部濱海公路」，是甲南至水底寮的幹道，經過本地區中部。由該道路北行可前往小港區小港市區、前鎮區/鳳山區西南端、苓雅區、前金區/新興區交界地帶、前金區、三民區等地；南行可前往林園區、屏東縣新園鄉、東港鎮、林邊鄉等地。

## 學校
- 小港高中
- 中山國中
- 漢民國小
- 二苓國小

## 產業
- 中國鋼鐵（部分）